# Belinchón
Belinchón è un comune spagnolo di 356 abitanti situato nella comunità autonoma di Castiglia-La Mancia.